# Zouk brasileiro
O zouk brasileiro é uma dança parceira que começou no Brasil no início dos anos 1990. O zouk brasileiro evoluiu a partir da dança parceira conhecida como Lambada. Com o tempo, os dançarinos de zouk experimentaram e incorporaram outros estilos de música ao zouk, como R'n'B, pop, hip hop e contemporâneo.

## História
O zouk brasileiro evoluiu a partir da dança parceira conhecida como lambada. À medida que o gênero musical Lambada saiu de moda, os dançarinos da Lambada recorreram ao zouk caribenho (do francófono, Ilhas do Caribe) como sua música preferida. Foi essa transição que deu origem à dança conhecida como zouk brasileiro. O termo “zouk brasileiro” foi adotado para distinguir o estilo de dança do gênero musical “zouk caribenho”. Hoje em dia o termo "zouk" é comumente usado para se referir ao estilo de dança "zouk brasileiro".

## Estilos
À medida que o zouk brasileiro se tornou conhecido na comunidade de dança, dançarinos talentosos e influentes começaram a se desenvolver e explorar para criar estilos mais definitivos, seja pelo simples desenvolvimento como uma escola de zouk, ou pela fusão do zouk com outros estilos de dança, como bachata, salsa, tango argentino, contato improvisação ou swing da costa oeste.
Para padronizar a dança e favorecer sua divulgação entre escolas de dança, os principais dançarinos se reuniram no BH Zouk Congress, em 2006, e votaram pela denominação padrão: zouk brasileiro. 
Ainda com o intuito de aumentar o conhecimento sobre esse novo estilo de dança, em 2014, os dançarinos Larissa Thayane e Kadu Pires criaram o Brazilian Zouk Dance Council. O Conselho Internacional contou com o apoio e participação de grandes nome da cena do zouk brasileiro, como Gilson Damasco, Renata Peçanha, Alex de Carvalho, Kadu Pires, Larissa Thayane, Jaime Aroxa, Rafael Oliveira, Philip Miha, Rodrigo Delano, and Freddy Marinho.
A partir de 2019, dois dos ramos mais populares do zouk brasileiro são o Tradicional (Rio) e o Lamba. Vários estilos de zouk brasileiro evoluíram e as danças continuam a evoluir à medida que o zouk ganha popularidade em todo o mundo. Os estilos apresentados em escolas de dança fora do Brasil incluem:
- Zouk tradicional (ou zouk carioca) Criadores Adilio Porto (Zoukcreator ) e Renata Pecanha é um estilo de zouk brasileiro que pode ser tanto linear quanto circular, e contém um conjunto de elementos ou padrões básicos que são conhecidos por um determinado nome (em português), basico ,Lateral , Viradinha , Elástico.e Bonus .
- Lamba zouk (ou zouk lambada, ou estilo Porto Seguro) tem a ligação mais próxima com a lambada. Caracteriza-se por um movimento constante e ininterrupto, ao contrário do estilo Tradicional.
- Mzouk é o único estilo originado fora do Brasil em Maiorca, Espanha. Mzouk define seus passos e movimentos básicos por nomenclatura, em vez de padrões predefinidos. Isto significa que os padrões podem ser definidos como uma sequência de movimentos específicos.[4]

- Soulzouk é o estilo zouk criado no Rio de Janeiro por uma dançarina de zouk chamada China (agora escrita "Xina"). Soulzouk se baseia na biomecânica dos movimentos corporais e também na compreensão mútua para se ter uma dança mais orgânica e natural; tanto o líder quanto o seguidor participam ativamente na criação da dança. No início, Soulzouk era visto como uma forma diferente de dançar Zouk porque usava abraço próximo e mais conexão. Naquela época era algo visto com muitos julgamentos por estar fora dos hábitos da cena dançante.[5]

- Zouk flow criado por Arknjo há 20 anos no Rio de Janeiro, é um estilo influenciado pela cultura das danças urbanas. Tal utiliza uma sinergia hip-hop e é natural caracterizar movimentos por parte deste corpo energético para criar passos.

- Neozouk é um estilo de movimentos basicamente circulares e uma filosofia sobre a gestão energética destes, desenvolvido pela DJ, dançarina, professora e produtora Mafie Zouker, do Rio de Janeiro e sua parceira Ruanita Santos, hoje radicada na Holanda